# Ferdinand Löwe (Schriftsteller)
Friedrich Ferdinand Benedict Löwe (* 12. Oktober 1809 in Hamburg; † 29. April 1889 in Stuttgart) war ein deutscher Schriftsteller, Bibliothekar und Übersetzer von estnischen und russischen Werken ins Deutsche.

## Leben
Löwe wurde am 12. Oktober 1809 als Sohn des Lehrers und späteren Tabak- und Zigarrenfabrikants Heinrich Georg Ferdinand Löwe in Hamburg geboren. Er studierte Theologie in Berlin und ging 1836 nach St. Petersburg. Dort erhielt er eine Anstellung als Konservator an der Bibliothek der Akademie der Wissenschaften und arbeitete als Journalist für die „St. Petersburger Zeitung“. 1848 verließ er St. Petersburg aus politischen Gründen und kehrte nach Hamburg zurück, wo er Mitglied der Konstituirenden Versammlung wurde. Er begab sich 1852 nach Tübingen, um dort Jura zu studieren, wurde aber am Ende desselben Jahres von dort ausgewiesen. Sein Rekurs gegen die Ausweisung blieb erfolglos und er stellte daher ein Gesuch an den hamburgischen Senat, ihn in Hamburg wieder aufzunehmen. Währenddessen erhielt er die Erlaubnis, seine alte Stelle in St. Petersburg wieder aufzunehmen und folgte diesem Gesuch. Nach seiner Pensionierung zog er nach Tübingen, lebte von 1865 bis 1871 in Reval und verstarb am 29. April 1889 in Stuttgart.